# Hato Nuevo (Gurabo)
Hato Nuevo es un barrio ubicado en el municipio de Gurabo en el estado libre asociado de Puerto Rico. En el Censo de 2010 tenía una población de 9345 habitantes y una densidad poblacional de 821,71 personas por km².

## Geografía
Hato Nuevo se encuentra ubicado en las coordenadas 18°16′8″N 65°56′57″O / 18.26889, -65.94917. Según la Oficina del Censo de los Estados Unidos, Hato Nuevo tiene una superficie total de 11.37 km², de la cual 11.32 km² corresponden a tierra firme y (0.46%) 0.05 km² es agua.

## Demografía
Según el censo de 2010, había 9345 personas residiendo en Hato Nuevo. La densidad de población era de 821,71 hab./km². De los 9345 habitantes, Hato Nuevo estaba compuesto por el 67.96% blancos, el 15.61% eran afroamericanos, el 0.37% eran amerindios, el 0.07% eran asiáticos, el 0.05% eran isleños del Pacífico, el 6.6% eran de otras razas y el 9.32% pertenecían a dos o más razas. Del total de la población el 99.14% eran hispanos o latinos de cualquier raza.